# San Antonio del Monte
San Antonio del Monte – miasto w Salwadorze, w departamencie Sonsonate.